# Black Nativity
Black Nativity is een Amerikaanse muzikale dramafilm uit 2013, geschreven en geregisseerd door Kasi Lemmons, gebaseerd op het gelijknamige toneelstuk van Langston Hughes uit 1961.

## Verhaal
De jonge Langston woont met zijn alleenstaande moeder Naima in Baltimore. Wanneer hij zich tijdens de kerstvakantie bij zijn verre familie in New York voegt, weet hij niet dat deze reis veel dingen zal veranderen. Langston landt samen met dominee Cornell Cobbs en zijn vrouw Aretha in de grote stad en heeft moeite met het naleven van de regels die hem worden opgelegd. Hij droomt er alleen van terug te keren naar zijn moeder. Zijn odyssee vol verrassingen zal hem de kracht geven om het leven vanuit een andere hoek te ontdekken en dankzij zijn nieuwe vrienden en een beetje hulp uit de hemel zal hij uiteindelijk de ware betekenis van geloof, van vergeving en familie vinden.

## Rolverdeling
| Acteur             | Personage             |
| ------------------ | --------------------- |
| Forest Whitaker    | dominee Cornell Cobbs |
| Angela Bassett     | Aretha Cobbs          |
| Tyrese Gibson      | Tyson/Loot            |
| Jennifer Hudson    | Naima Cobbs           |
| Mary J. Blige      | engel                 |
| Vondie Curtis-Hall | pandjesbaas           |
| Nas                | Isaiah                |
| Jacob Latimore     | Langston              |

## Ontvangst
Op Rotten Tomatoes heeft Black Nativity een waarde van 51% en een gemiddelde score van 5,60/10, gebaseerd op 89 recensies. Op Metacritic heeft de film een gemiddelde score van 48/100, gebaseerd op 29 recensies.

## Prijzen en nominaties
De belangrijkste:
| Jaar | Prijs              | Categorie                                     | Genomineerde(n) | Uitslag     |
| ---- | ------------------ | --------------------------------------------- | --------------- | ----------- |
| 2014 | NAACP Image Awards | Beste actrice in een film                     | Angela Bassett  | Gewonnen    |
| 2014 | Black Reel Awards  | Beste scenario (aangepast of origineel), film | Kasi Lemmons    | Genomineerd |